# Palazzo Giustinian Persico

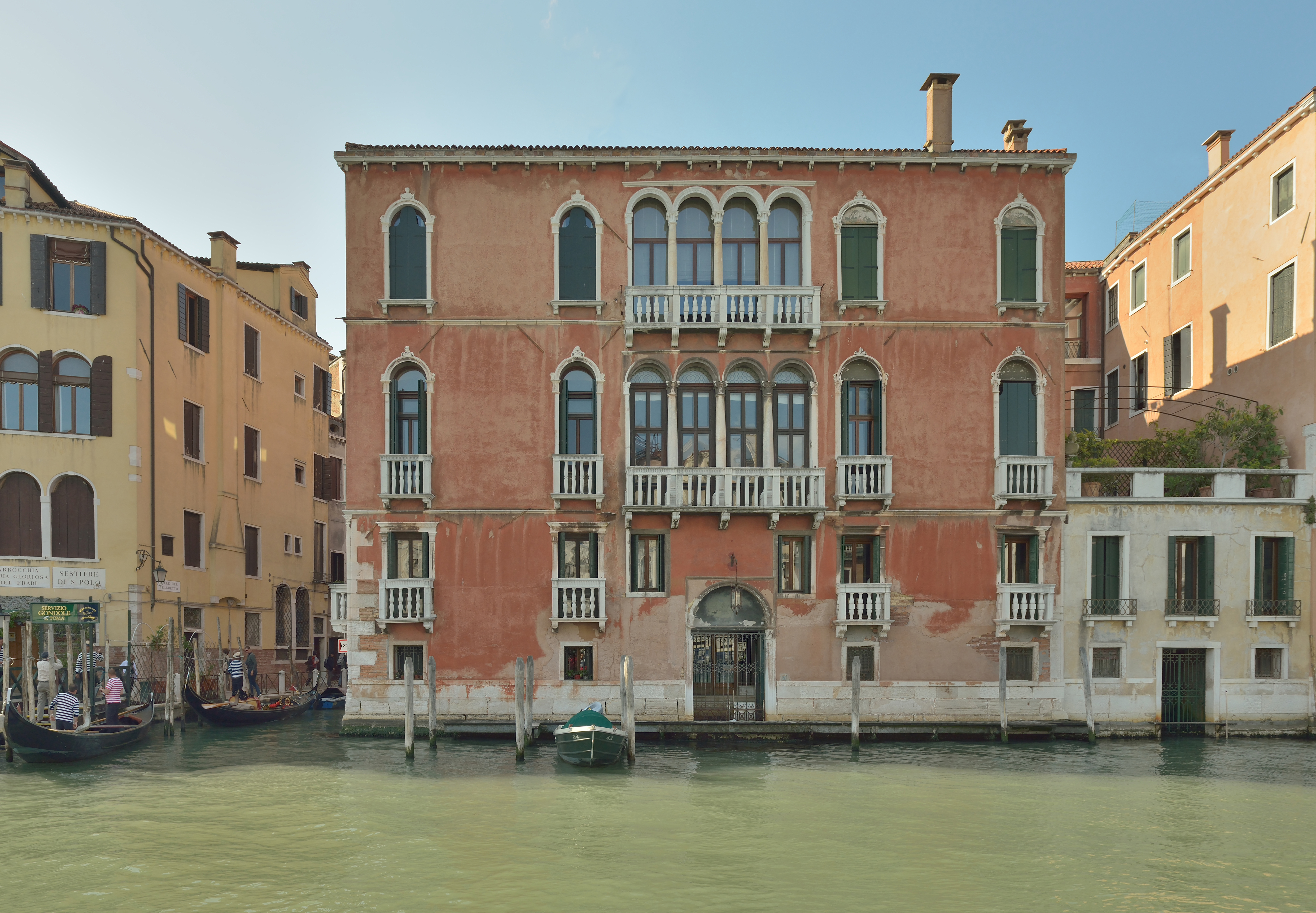
Hauptfassade des Palazzo Giustinian Persico

Palazzo Giustinina Persico ist ein Palast in Venedig in der italienischen Region Venetien. Er liegt im Sestiere San Polo mit Blick auf den Canal Grande an der Einmündung des Rio San Tomà, unweit des Palazzo Tiepolo und gegenüber den Palazzi Mocenigo.

## Geschichte
Den Palast ließ die Adelsfamilie Giustinian im 16. Jahrhundert erbauen, aber er fiel ziemlich bald an die Familie Persico (auch Da Persico genannt) aus Bergamo, die sich aber in das venezianische Patriziat eingekauft hatte.

## Beschreibung
Die Front, die von den Arbeiten von Mauro Codussi inspiriert war (aber ihm nicht zugeschrieben wird), entstand im 16. Jahrhundert: Es ist eines der ersten venezianischen Gebäude, die im Renaissancestil erbaut wurden, und so zeigt es weite und mit deutlichen Linien versehene Flächen. Durch seinen roten Anstrich wirkt das vierstöckige Gebäude (ein Mezzaningeschoss unten und darüber drei Vollgeschosse) vornehm und hat zwei Vierfachfenster übereinander in der Mitte, flankiert jeweils von einem Paar Einzelfenstern. Die Rahmen dieser Fenster sind sehr erlesen. Die architektonisch wenig interessante Rückfassade des Palastes zeigt auf einen großen Garten.